# Turiec (přítok Váhu)
Turiec je řeka na středním Slovensku, protékající regionem Turiec (Turčianska kotlina) v okresech Turčianske Teplice a Martin v Žilinském kraji. Je dlouhá 77,4 km. Povodí řeky je 934 km².

## Průběh toku
Pramení v pohoří Kremnické vrchy pod horou Svrčinník (1312,8) v nadmořské výšce 1090 m. Nejprve teče na jihozápad k obci Turček, a pak pokračuje na severozápad a Turčianskou kotlinou k obci Sklené. Směr toku je převážně z jihu na sever, přičemž vytváří velký oblouk vyklenutý na západ. Ústí zleva do Váhu ve Vrútkach v nadmořské výšce 378 m.

## Přítoky
Nejvýznamnějšími přítoky jsou:
- zprava – Teplica, Dolinka, Blatnický potok, Beliansky potok, Sklabinský potok
- zleva – Jasenica, Vríca, Valčiansky potok.

## Vodní režim
Průměrný roční průtok vody v Martině činí 10,9 m³/s, maximální 327 m³/s a minimální 2,2 m³/s.

## Fauna
V řece Turiec bylo zjištěno 18 druhů vodních měkkýšů: 8 druhů plžů a 10 druhů mlžů.

## Využití
Na horním toku byla vybudovaná přehradní nádrž Turček, jež slouží jako zásobárna pitné vody. Na řece leží města Martin, Vrútky.

### Ochrana přírody
Mezi Moškovcem a Martinem vytváří početné meandry a je chráněným územím s výskytem mnoha druhů ptáků.